# معركة هولندا
كانت معركة هولندا (بالهولندية: Slag om Nederland) حملة عسكرية اندرجت ضمن العملية الصفراء (بالألمانية: Fall Gelb)، والهدف منها غزو ألمانيا النازية للبلدان المنخفضة (بلجيكا ولوكسمبورغ وهولندا) وفرنسا خلال الحرب العالمية الثانية. بدأت المعركة منذ العاشر من شهر مايو عام 1940، واستمرت حتى استسلام القوات الهولندية الرئيسة في الرابع عشر من مايو. استمرت القوات الهولندية المتواجدة في مقاطعة زيلند بمقاومة الفيرماخت (القوات المسلحة الألمانية) حتى السابع عشر من شهر مايو، عندها تمكنت ألمانيا النازية من احتلال البلد بأكمله.
شهدت معركة هولندا أولى عمليات إنزال سلاح المظلات الكبرى، والتي استُخدمت لاحتلال مواقع ونقاط تكتيكية ومساعدة الجيوش في التقدم برًا. استخدمت القوات الجوية الألمانية (اللوفتفافه) سلاح المظلات للاستيلاء على عدد من المطارات المختلفة بالقرب من روتردام ولاهاي، فساهمت في اجتياح البلاد بسرعة وشل القوات المسلحة الهولندية.
عقب القصف المهول لروتردام على يد قوات اللوفتفافه في الرابع عشر من شهر مايو، هدد الألمان بقصف المدن الهولندية الأخرى إذا رفضت القوات الهولندية الاستسلام. أدرك رئيس الأركان العامة أنه لا يستطيع إيقاف القصف، وأمر الجيش الهولندي بوقف الأعمال العدائية. حُررت آخر الأجزاء المحتلة من هولندا عام 1945.

## خلفية

### تمهيد
أعلنت المملكة المتحدة وفرنسا الحرب على ألمانيا عام 1939، عقب الغزو الألماني لبولندا، لكن تلك الفترة -التي عُرفت بالحرب الزائفة، ووقعت خلال فصل الشتاء بين العامين 1939 و1940- لم تشهد أي عمليات أرضية كبرى على الجبهة الغربية. خلال فترة الحرب الزائفة تلك، عزز البريطانيون والفرنسيون قواتهم استعدادًا لحرب طويلة، بينما أكمل الألمان احتلال بولندا. في التاسع من شهر أكتوبر، أمر أدولف هتلر بوضع خطط لغزو الأراضي المنخفضة، وجعلِها قاعدةً للعمليات العسكرية ضد بريطانيا ومنع قوات الحلفاء من احتلالها أولًا، ما قد يشكل خطرًا على منطقة حوض الرور الحيوية. رُفض مقترح سلام هولندي–بلجيكي مشترك بين الطرفين في السابع من نوفمبر.
لم يكن الهولنديون مستعدين جيدًا لمقاومة غزو كهذا. عندما استولى هتلر على السلطة، بدأ الهولنديون إعادة التسلح، لكن سرعة عملية التسلح كانت أبطأ من مثيلتها في فرنسا وبلجيكا، فلم تبدأ ميزانية الدفاع بالتزايد تدريجيًا حتى عام 1936. سعت الحكومات الهولندية المتعاقبة إلى عدم وصف ألمانيا، بشكل علني، بالخطر العسكري البالغ. جاء ذلك، ولو بشكل جزئي، جراء عدم رغبة هولندا بمعاداة شريكها التجاري الحيوي، لدرجة أنها حاولت قمع الانتقادات المناوئة لسياسات ألمانيا النازية، لكن الأمر أصبح حتميًا بسبب سياسة قيود الميزانية الصارمة التي حاولت من خلالها الحكومة الهولندية المحافظة محاربة الكساد العظيم الذي ضرب المجتمع الهولندي بشكل خاص، لكن تلك المحاولات كانت بلا جدوى. اقتنع هيندريكوس كولين، وهو رئيس وزراء هولندا خلال الفترة بين عامي 1933 و1939، أن ألمانيا لن تعتدي على هولندا المحايدة، لذا لم يعمل المسؤولون الكبار على تحريك الرأي العام لصالح تحسين وضع الدفاع العسكري في هولندا.
نمت توترات دولية في أواخر ثلاثينيات القرن الماضي. سبّب اجتياح ألمانيا للراينلاند وضمّها عام 1936 عدة أزمات: مثل أزمة آنشلوس (ضمّ النمسا إلى ألمانيا) وأزمة سوديتنلاند عام 1938، والاحتلال الألماني لبوهيميا ومورافيا والغزو الإيطالي لألبانيا في ربيع العام 1939. أجبرت تلك الأحداث الحكومة الهولندية على اتخاذ المزيد من الحذر، لكن هولندا حدّت من ردة فعلها قدر الإمكان. كان التحريك الجزئي لـ 100 ألف عنصر في شهر أبريل من عام 1939 أهم إنجاز اتخذته الحكومة الهولندية.
عقب الغزو الألماني لبولندا في شهر سبتمبر عام 1939 واندلاع الحرب العالمية بالنتيجة، أملت هولندا في البقاء على الحياد، مثلما حدث منذ 25 سنة خلال الحرب العالمية الاولى. نُقل الجيش الهولندي منذ الرابع والعشرين من شهر أغسطس وتحصّن للتأكيد على حياد البلاد. أنفقت هولندا مبالغ ضخمة على الدفاع (نحو 900 مليون خولده هولندي). تبيّن أن الحصول على معدات جديدة في أوقات الحرب أمرٌ في غاية الصعوبة، تحديدًا بعض المعدات الجديدة التي طلبها الهولنديون من ألمانيا، لكن ألمانيا تعمدت تأخير عملية تسليمها. فوق ذلك، خُصص جزء لا بأس به من الأموال للهند الشرقية الهولندية (إندونيسيا حاليًا)، خُصص قسم كبير من ذاك المبلغ لتنفيذ خطة تقتضي ببناء 3 طرادات قتالية.
كان الموقع الاستراتيجي للأراضي المنخفضة، الواقعة بين فرنسا وألمانيا على الخاصرة المكشوفة لخطوط تحصيناتهما، سببًا في جعل المنطقة مسارًا منطقيًا في حال هجمت إحدى الدولتين على الأخرى. في خطاب إذاعي في العشرين من شهر يناير عام 1940، حاول وينستون تشرشل إقناع الهولنديين ألا ينتظروا الهجوم الألماني المحتوم، بل الانضمام إلى الحلف الأنجلو–فرنسي. رفض البلجيكيون والهولنديون ذلك، على الرغم من حصول البلجيكيين على مخططات ألمانية تهدف إلى الهجوم على بلدهم عثروا عليها إثر تحطم طائرة ألمانية في شهر يناير من عام 1940، عُرفت تلك الحادثة الأخيرة بحادثة ميكيلن.
درس القائد الأعلى للقوات الفرنسية إمكانية الاعتداء على دول الأراضي المنخفضة المحايدة إذا لم تشارك الأخيرة في التحالف الأنجلو–فرنسي قبل إطلاق هجوم قوى التحالف المخطط له في صيف عام 1941، لكن مجلس الوزراء الفرنسي خشي من رد فعل الشعب السلبي، واعترض على تلك الفكرة. أُخذت فكرة أخرى بالحسبان، وهي إمكانية غزو الأراضي المنخفضة إن شنت ألمانيا هجومًا على هولندا فقط، ما يقتضي تقدم قوات التحالف عبر بلجيكا، أو إمكانية الغزو في حال ساعدت هولندا العدو عبر السماح للألمان بالتقدم نحو بلجيكا عبر الجزء الجنوبي من الأراضي الهولندية، نوقشت كلتا الفرضيتين فيما عُرف بفرضية هولندا. لم تشكل الحكومة الهولندية رسميًا أي سياسة للتصرف في حال تعرضها لكلا الاحتمالين، ففضل معظم الوزراء مقاومة الغزو، بينما رفضت أقلية من الوزراء وفيلهيلمينا ملكة هولندا التحالف مع ألمانيا تحت أي ظرف. حاول الهولنديون في الكثير من المناسبات التصرف كوسيط للتوصل إلى اتفاقية سلام يتفاوضون فيها مع قوى التحالف وألمانيا.
عقب الغزو الألماني للنرويج والدنمارك، والذي تبعه تحذير أصدره الملحق البحري الياباني الجديد الربان تاداشي مايدا أكد فيه حتمية الغزو الألماني لهولندا، أصبح من الواضح أن بقاء الجيش الهولندي خارج دائرة الحرب أمر مستحيل. بدأ الهولنديون يتجهزون كليًا للحرب، من الناحيتين النفسية والجسدية. وُضعت قوات الحدود الهولندية في حالة تأهب أكبر. سببت التقارير الواردة عن بعض أعمال الجواسيس في إسكندنافيا، والذين اعتُبروا من فئة الطابور الخامس، مخاوفًا لدى الهولنديين من احتمال تعرض بلدهم لاختراق من طرف العملاء الألمان الذين حصلوا على المساعدة من الخونة. اتُخذت عدة إجراءات ردع ضد العدوان النازي على المطارات والموانئ. في التاسع عشر من شهر أبريل، أُعلنت حالة الطوارئ. لكن في المقابل، غذى الكثير من المواطنين الهولنديين الوهم القائل أن بلدهم لن تتعرض للغزو، وهو موقف وُصف بحالة إنكار منذ ذلك الحين. أمل الهولنديون باحتمال تكرار السياسة المحصورة التي اتسمت بها قوى الوفاق الثلاثي وقوى المركز خلال الحرب العالمية الأولى، وحاولوا تجنب لفت انتباه القوى العظمى، وتجنب حربٍ خشي الهولنديون أنها ستزهق عددًا من الأرواح لا يقل عما سببته الحرب العالمية الأولى. في العاشر من شهر أبريل، كررت بريطانيا وفرنسا مطالبهما المتمثلة بدخول هولندا الحرب إلى جانبهما، لكن الأخيرة رفضت مجددًا.